# Gerry Rafferty
Gerald Rafferty (Paisley, Escocia, 16 de abril de 1947 - Stroud, Gloucestershire, Inglaterra, 4 de enero de 2011), conocido artísticamente como Gerry Rafferty, fue un músico británico. Su tema más popular es "Baker Street", famoso por su melodía para saxofón.

## Vida musical
Empezó su carrera como músico callejero. Tocó con el grupo folk de Billy Connolly. Su primer grupo fue los Humblebums, para después sacar un disco en solitario, y en 1972 cofundó el grupo Stealers Wheel, junto a Joe Egan. Desde 1975, año en que este último grupo se disolvió, ha sacado todos sus discos en solitario, disfrutando de una exitosa carrera en solitario. Su canción más conocida es «Baker Street», incluida en el disco City to city, de 1978. «Right Down The Line» es otra de sus canciones más conocidas, al igual que la que compuso para Stealers Wheel, «Stuck In The Middle With You», y que formó parte de la banda sonora de la película de Quentin Tarantino Reservoir Dogs.
Aunque estaba seguro de sus propias capacidades, Rafferty tenía miedo de trabajar con estrellas como Eric Clapton y Paul McCartney. Rafferty soportó batallas con la industria de la música (en una ocasión le llevó tres años deshacer contratos) y un problema con el alcohol.
Su último álbum, Another World, fue lanzado en 2000. 'Baker Street', con su solo de saxofón, estrenada en 1978, todavía le generaba 80.000 libras esterlinas al año (unos 93.700 euros, al cambio), más de 30 años después.

## Vida familiar
Se divorció de su esposa Carla, a quien conoció en un salón de baile cuando ella tenía 15 años y se casó cinco años después, en 1970. Ella dijo: "No había esperanza. Nunca lo habría dejado si hubiera habido un atisbo de amor". En ocasiones, su forma de beber le llevaba a romper cajas de vino caro.
Rafferty, que alguna vez fue propietario de una granja en Kent y una casa en Hampstead, se mudó a California para estar cerca de su hija Martha, antes de mudarse a Irlanda en 2008 y más tarde a Dorset.
En los últimos años, era más conocido por incidentes provocados por el alcohol, aparentes desapariciones y mala salud que por su música.
Murió a los 63 años después de una larga enfermedad. Su familia dijo que murió pacíficamente la mañana del martes 4 de enero de 2011, en su casa, con su hija Martha, según informó a la BBC Paul Charles, su agente.

## Discografía en solitario
- 1972 Can I Have My Money Back
- 1978 City to City
- 1979 Night Owl
- 1980 Snakes and Ladders
- 1982 Sleepwalking
- 1988 North and South
- 1991 Right Down The Line: The Very Best of Gerry Rafferty
- 1992 On a Wing and a Prayer
- 1994 Over My Head
- 2000 Another World
- 2006 Days Gone Down - The Anthology: 1970-1982
- 2021 Rest in blue (póstumo)